# Liceo ginnasio Torquato Tasso (Roma)

Francobollo del 2003 dedicato al liceo "Torquato Tasso"

Il liceo classico statale "Torquato Tasso" di Roma, meglio conosciuto come liceo Tasso, è uno dei più antichi licei della città. Si trova in via Sicilia 168, nel rione Ludovisi, all'interno delle Mura aureliane, in un palazzo che condivide con il liceo scientifico "Augusto Righi" e la scuola media "Michelangelo Buonarroti".

## Storia
Il liceo fu istituito nell'ottobre del 1887, con il nome di Ginnasio V, per offrire agli adolescenti romani un'ulteriore risposta al bisogno crescente di scuole secondarie, in una sede provvisoria situata in appartamenti di via Ripetta e piazza Firenze.
Dopo aver assunto la denominazione attuale trovò una prima sede stabile nello scomparso vicolo delle Fiamme (attualmente tratto di via Bissolati). Nel 1908 il "Tasso" fu trasferito nella sede di via Sicilia. Con la lottizzazione di Villa Ludovisi, infatti, una piccola area era stata destinata a ospitare l'edificio del liceo, il cui progetto, opera dell'ingegnere Mario Moretti, coadiuvato dal preside Venerio Orlandi, vinse la medaglia d'oro all'Esposizione Universale di Bruxelles, nel 1910.
In virtù dell'impegno responsabile di alcuni presidi e alla capacità di alcuni insegnanti, diventò uno dei licei classici romani più qualificati, con fama di serietà degli studi, come rivendicato da docenti ed ex allievi.
Il primo sciopero politico al liceo Tasso avvenne nel dicembre 1932, quando gli studenti dell'istituto si recarono in corteo all'ambasciata del Regno di Jugoslavia per protestare vivacemente contro la demolizione dei leoni marciani marmorei del XV secolo, posti nella città di Traù, simboli della Repubblica di Venezia. Per sottolineare l'autonomia dell'iniziativa, il giorno successivo gli studenti tornarono in classe senza la giustificazione dei genitori. Tuttavia, dato il suo taglio "nazionalista", non si trattò certo di un episodio di "contestazione" verso il regime, tenuto anche conto che, in quegli anni, la scuola era frequentata dai figli del Duce. Il liceo ginnasio "Torquato Tasso" è anche noto in quanto fu frequentato negli anni '30 da Giulio Andreotti (sette volte Presidente del Consiglio dei Ministri, ventisette volte ministro e personaggio cruciale della Democrazia Cristiana).
Il liceo, negli anni della contestazione giovanile (1968-1974), fu spesso al centro delle cronache cittadine per i frequenti scontri tra studenti di opposte appartenenze politiche.

## Associazione "Amici del Tasso"
Amici del Tasso è una associazione tra gli ex alunni del liceo Tasso fondata nel 1986. Come si può leggere nell'Art. 4 dell'atto costitutivo: "L'Associazione si propone di: concorrere alla riqualificaziome e rivalutazione della scuola pubblica promuovendo lo sviluppo di attività culturali; fornire orientamenti agli studenti dell'Istituto al fine del loro inserimento nel mondo universitario e del lavoro; contribuire al recupero ed all'incremento del patrimonio tecnico, scientifico e storico dell'Istituto; rinsaldare i rapporti di amicizia tra gli ex alunni dell'Istituto e, attraverso la comune matrice educativa, creare nuove occasioni d'incontro; favorire, in collaborazione con i docenti e gli studenti dell'Istituto, ogni altra iniziativa di particolare interesse."